# Trochamminella
Trochamminella es un género de foraminífero bentónico de la subfamilia Trochamminellinae, de la familia Trochamminidae, de la superfamilia Trochamminoidea, del suborden Trochamminina, y del orden Trochamminida. Su especie tipo es Trochamminella siphonifera. Su rango cronoestratigráfico abarca el Holoceno.

## Discusión
Clasificaciones previas incluían Trochamminella en el suborden Textulariina del orden Textulariida. Otras clasificaciones lo han incluido en el orden Lituolida.

## Clasificación
Trochamminella incluye a las siguientes especies:
- Trochamminella saxonica
- Trochamminella siphonifera

Otras especies consideradas en Trochamminella son:
- Trochamminella atlantica, aceptado como Tritaxis atlantica
- Trochamminella bullata, aceptado como Earlandammina bullata
- Trochamminella conica, aceptado como Tritaxis conica